# 오리온 맥주
오리온 맥주 주식회사(일본어: オリオンビール株式会社)는 일본의 맥주 제조회사이다. 오키나와현 우라소에시에 본사를 두고 있다. 이 회사의 주요 맥주 상품인 오리온 드래프트 비어(일본어: オリオンドラフトビール)를 가리켜 오리온 맥주라고 칭하는 경우도 있다. 점유율은 일본 내에서 5위에 해당한다. 일본 맥주 대기업 5개사 (기린 맥주, 아사히 맥주, 삿포로 맥주, 산토리 맥주, 오리온 맥주) 중 점유율은 0.9%로 최하위이다. 하지만, 오키나와 지방에서 가장 큰 점유율을 보였으며, 전성기 때는 현 내 시장의 90% 내지는 80% 이상의 점유율을 보였고, 현재에도 약 60%를 넘는 점유율을 보이고 있다.

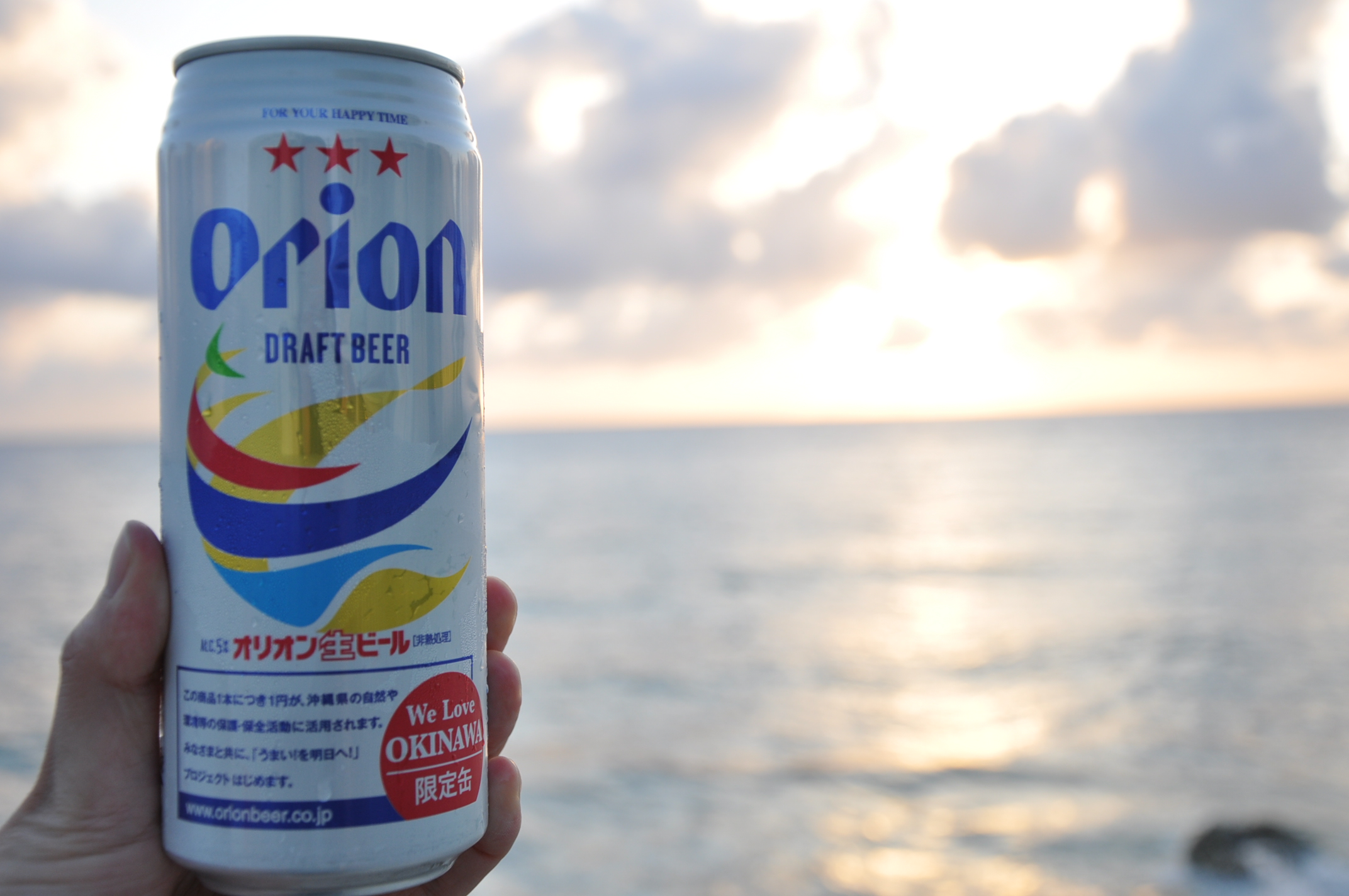
오리온 맥주

## 여담
이 외에도 우롱차와 같은 다류 중심의 음료 생산도 물론 함께 수행되고 있으며, 대한민국 수출용 제품에 한하여 이름을 어쩔 수 없이 오키나와 맥주(オキナワビール)라는 이름을 달고 출고되지만, 이유는 동일 이름의 업체에 관한 상표권 문제 및 오해가 존재하기 때문인 것으로 드러나고 있다. 다만 현재는 2019년 한일 무역 분쟁, 노노재팬 등의 여파에 따라 오키나와 맥주(오리온 맥주)에 대한 한국 납품 물량도 크게 하락하고 있는 것도 역시 이에 해당되기도 한다.